# Hrabstwo Grand Forks

Piramida wieku hrabstwa

Hrabstwo Grand Forks (ang. Grand Forks County) to hrabstwo we wschodniej części stanu Dakota Północna w Stanach Zjednoczonych. Hrabstwo zajmuje powierzchnię 3 729,14 km². Według szacunków United States Census Bureau w roku 2006 miało 65 435 mieszkańców. Siedzibą hrabstwa jest miasto Grand Forks.

## Geografia
Hrabstwo Grand Forks zajmuje powierzchnię całkowitą 3 729,14 km², z czego 3 723,91 km² to powierzchnia lądowa, a 5,23 km² (0,1%) to powierzchnia wodna.

### Miejscowości
- Gilby
- Grand Forks
- Emerado
- Inkster
- Reynolds
- Larimore
- Manvel
- Niagara
- Northwood
- Thompson